# Vampyroteuthidae
Vampyroteuthidae – rodzina głowonogów z rzędu wampirzyc. Została nazwana w 1915 roku przez Johannesa Thielego. Dotychczas opisano dwa gatunki należące do tej rodziny – żyjącą współcześnie Vampyroteuthis infernalis, będącą gatunkiem typowym rodziny, oraz środkowojurajską Vampyronassa rhodanica.